# Campagnano di Roma
Campagnano di Roma – miejscowość i gmina we Włoszech, w regionie Lacjum, w prowincji Rzym.
Według danych na rok 2004 gminę zamieszkiwało 8139 osób, 176,9 os./km².